# Avenida Tacna
La avenida Tacna es una de las principales avenidas de la ciudad de Lima, capital del Perú. Determina el margen oeste del Damero de Pizarro en el centro histórico de Lima. Su recorrido de norte a sur ocupa siete cuadras e inicia en el puente Santa Rosa, que cruza el río Rímac. Prolongación Tacna es el nombre dado al tramo comprendido entre el extremo norte del puente, y los accesos hacia los túneles Santa Rosa y San Martín, en el distrito del Rímac.  
Durante 1960 y 1970, la avenida Tacna se constituía como un conglomerado de edificios de oficinas y locales de representación de firmas comerciales extranjeras. Actualmente, la mayoría de sus edificios se encuentran empleados para uso residencial y comercial, como restaurantes, peluquerías, supermercados, tiendas de productos comestibles entre otros. Los edificios de esta avenida se encuentran entre los más altos de la ciudad.
Esta avenida es escenario de dos de las más grandes manifestaciones religiosas del Perú, ya que en su corto recorrido se ubican los santuarios de Santa Rosa de Lima y del Señor de los Milagros. Es, además, una de las vías más transitadas del centro de Lima por ser vía de salida desde la zona central hacia el Cono Norte a través de la Vía de Evitamiento o hacia la zona centro-sur de la ciudad a través de la avenida Garcilaso de la Vega. Esta situación provoca una gran congestión, especialmente en hora punta, convirtiéndola actualmente en una de las más congestionadas de la ciudad.

## Recorrido
Su primera cuadra fue llamada calle de la Manita, por una espectral mano negra que asomaba desde el interior de un viejo caserón desvencijado. En realidad, se trataba de la sombra de un papel movido por el viento. Es una de las leyendas de Ricardo Palma, que componen Tradiciones peruanas (1897): "al costado del colegio Espíritu Santo, donde hoy se educan soldados para esta patria bullanguera”, solía haber una calle deshabitada", que califica de lúgubre, a pesar de que en Lima ya había alumbrado a gas. Cabe suponer que en la época virreinal el enclave fuese aún más tétrico. Y con rapidez, se difundió por Lima el runrún de una mano negra, velluda y con garra, que surgía en la misma pared blanca donde se encontraba el nicho de santo de la vía. Asimismo, se decía que la supuesta mano estaría llamando a los viandantes para que fuesen a su encuentro. La historia habría ocurrido en 1778.
En la primera cuadra, destaca la iglesia y convento de Santa Rosa de Lima, donde cada 30 de agosto se congrega una gran cantidad de fieles seguidores para conmemorar a la santa.
También en la primera cuadra se ubicaba La Galería de Lima (luego Instituto de Arte Contemporáneo IAC), donde hicieron su primera exposición conjunta los artistas plásticos peruanos Fernando de Szyszlo y Jorge Eduardo Eielson en el mes de mayo de 1948.
En la cuadra 2, se ubica el edificio Cavero Dubois de las radioemisoras Reloj y Victoria, un enorme e imponente edificio moderno azul. En su primer nivel, está ubicado el antiguo Cine Imperio, lugar donde se presentaron Paul Anka, Chubby Checker y Bill Haley en sus visitas a Lima.
En la cuadra 4, se encuentra el Santuario y Monasterio de Las Nazarenas, donde se venera la pintura original del Señor de los Milagros y es el centro neurálgico de las celebraciones que en su honor se desarrollan todos los meses de octubre en todo el Perú. En esta iglesia, se encuentra las sagradas andas del Señor de los Milagros que salen en procesión todos los años.
En su quinta cuadra, aún se encuentra el Cine Paramount Tacna que fue en su momento uno de los más grandes de la ciudad. Actualmente, luego de varios ciclos donde se dedicó a la exhibición exclusiva de películas de cine hindú, no realiza funciones.
En su sexta cuadra, se hay algunos locales como Tottus donde funcionaba el Centro de Convenciones Crillón y el otrora Radio La Crónica, Sodimac, y al final se ubica el cruce con la avenida Nicolás de Piérola, en donde inicia la avenida Inca Garcilaso de la Vega.
En su séptima cuadra, se encuentran algunos edificios como el Palacio Frieda Heller, sin embargo esta última cuadra no posee carácter de avenida ya que solo es una vía angosta hasta llegar al jirón Zepita, antes de cruzar dicha vía angosta, se encuentra un supermercado Plaza Vea.

## Nombres antiguos de las cuadras de la Avenida Tacna

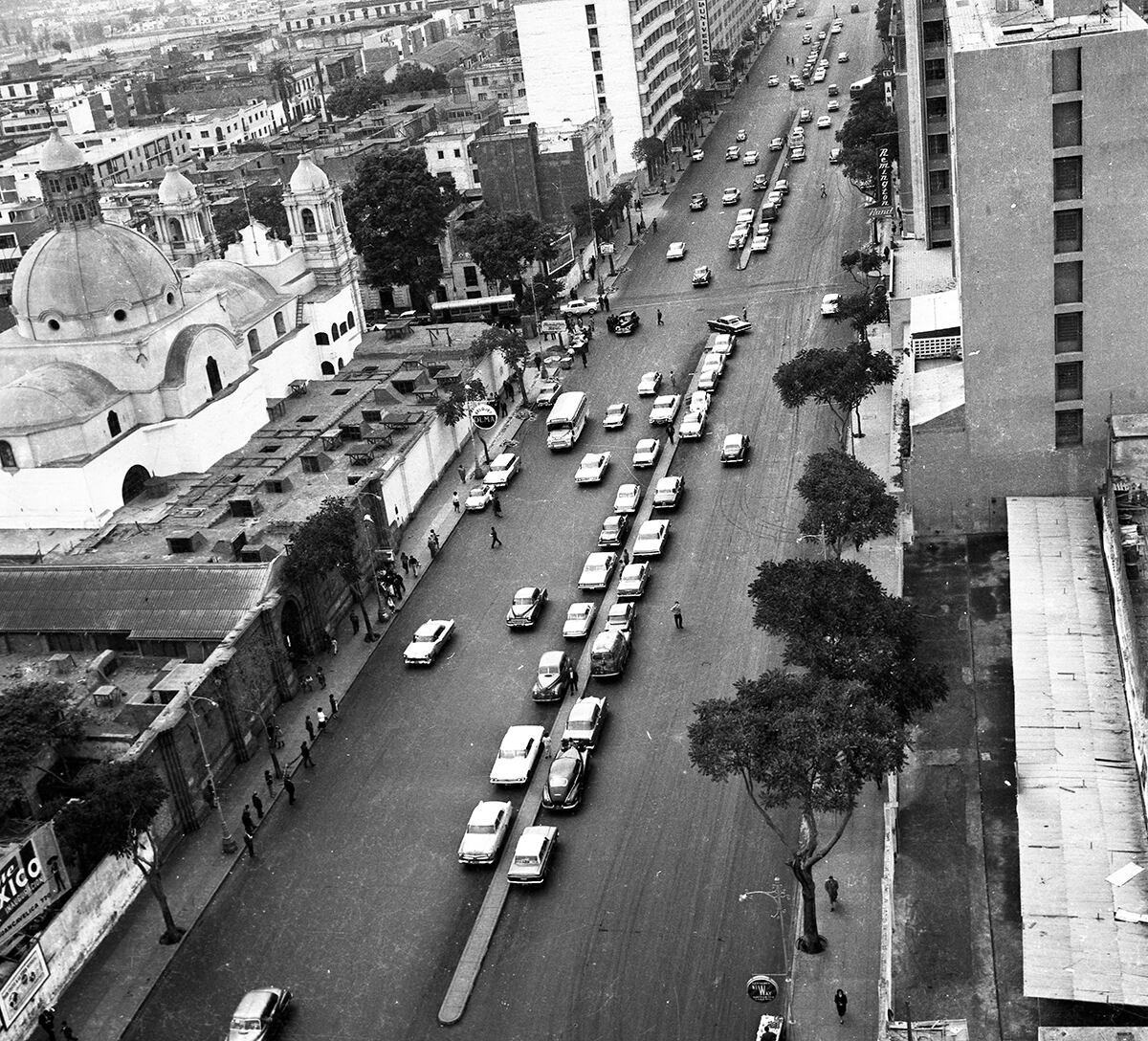
Vista de la avenida Tacna en 1964.

Desde la fundación de Lima y hasta 1862, las calles tenían un nombre por cada cuadra. Así, una misma vía era, en realidad, varias calles. Es por ello, que antes de que esta vía fuera llamada jirón Tacna, cinco de sus actuales ocho cuadras tenían cada una un nombre propio.
- Cuadra 1: llamada Manita desconociéndose el motivo de tal denominación aunque una tradición de Ricardo Palma cuenta una historia relativa a una supuesta mano que llamaba a los transeúntes a una casa oscura y que resultaba ser un papel roto que cubría una ventana y se movía con el viento.
- Cuadra 2: llamada Mantequería o Borriqueras, la primera fue su denominación inicial debido a las tiendas de venta de manteca de cerdo. Posteriormente su nombre cambió a la segunda debido a los corrales de asnos que se ubicaban en la calle.
- Cuadra 3: llamada Comesebo desconociéndose el motivo de tal denominación.
- Cuadra 4: llamada Pileta de las Nazarenas, llamada así por la antigua pileta (ahora perdida) que se encontraba contigua al Santuario de las Nazarenas.
- Cuadra 5: llamada Huevo desconociéndose el motivo de tal denominación aunque una tradición de Ricardo Palma cuenta que en el siglo XVIII durante el gobierno del virrey José Antonio Manso de Velasco, Conde de Superunda, encontraron en un corral de gallinas ubicado en esta calle un huevo de basilisco, que fue gran atracción en la ciudad durante ese tiempo, poniéndose ese nombre a esa calle.
- Cuadra 6:antigua sede del Diario La Crónica, edificio La Colmena, Cine Tacna.[5]

- Otra versión de la misma tradición cuenta que la calle recibió el nombre por una silueta que aparentaba ser una mano negra, peluda y con garras, pero que resultó ser la sombra del papel que cubría un farol, al ser este agitado por el viento.
- Parte del Monasterio de las Nazarenas fue demolida con la ampliación del entonces Jirón Tacna en el siglo XX, en la cual parte de la Plazuela de las Nazarenas fue absorbida por la misma.

## Galería

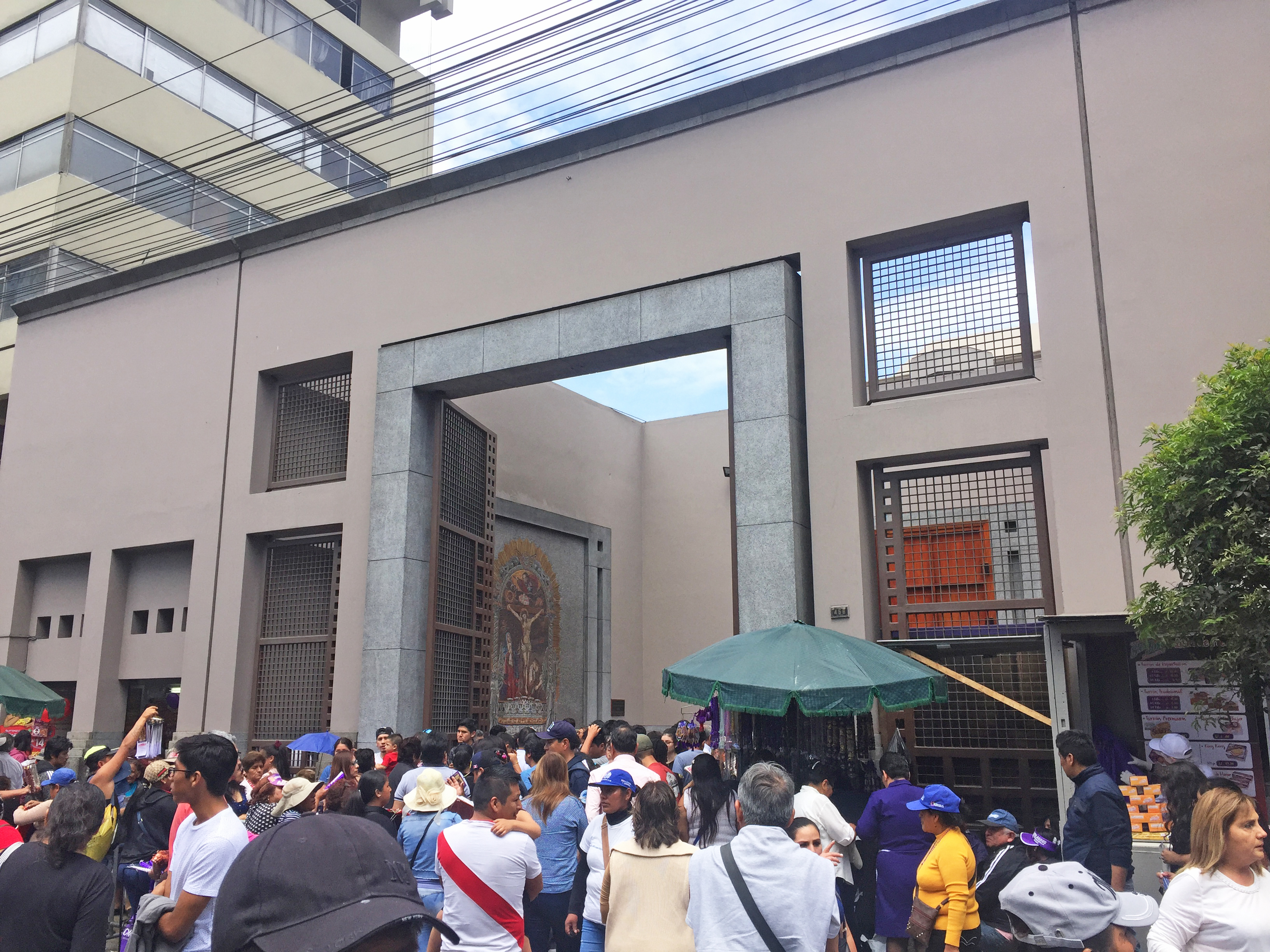
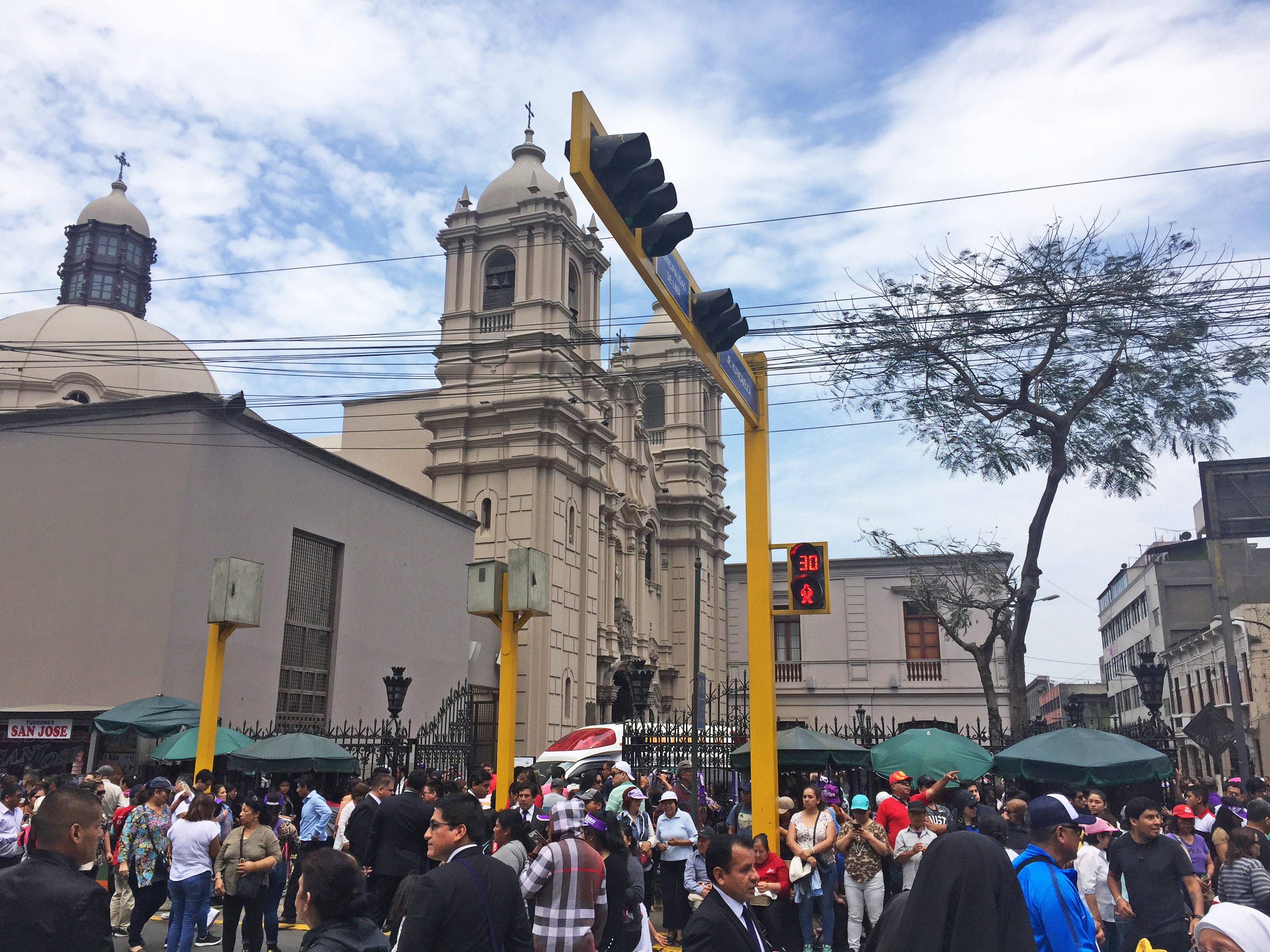
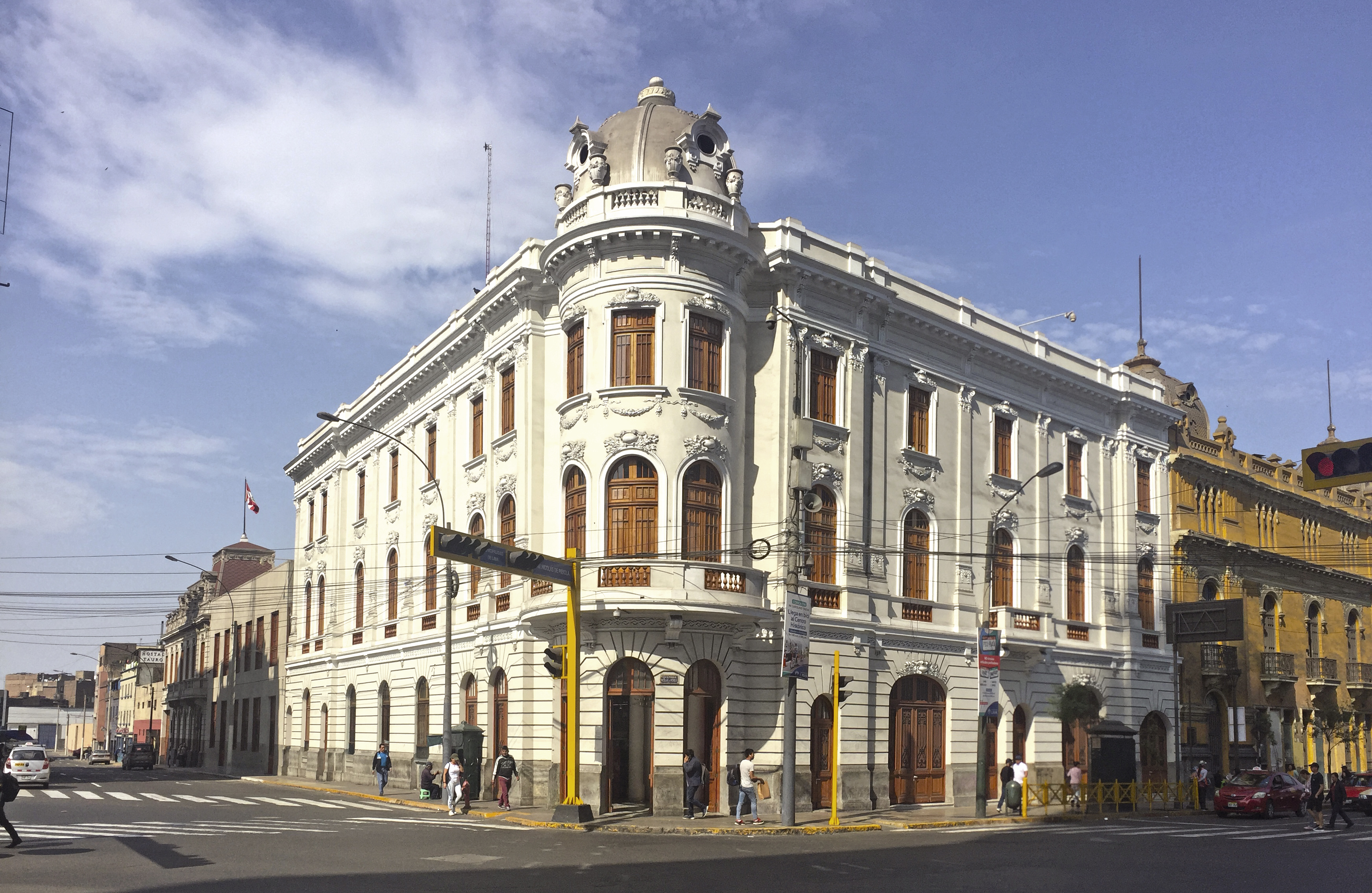